# Skatologia telefoniczna
Skatologia telefoniczna (ang. telephone scatologia, obscene phone calls) – rodzaj parafilii polegającej na osiąganiu pobudzenia seksualnego wskutek prowadzenia obscenicznych rozmów telefonicznych z obcymi osobami. Zaburzenie to najczęściej dotyczy mężczyzn. Bywa wiązane z ekshibicjonizmem, choć zdarzają się przypadki „czystej” skatologii. Zdarza się także progresja od wybierania przypadkowych numerów do regularnych rozmów z upodobaną rozmówczynią bądź rozmówcą (w fazie tej sprawca jest bardziej podatny na wykrycie).
Rozmówcy cechujący się tą parafilią często dzwonią na telefony zaufania lub do losowo wybranych osób prywatnych. Źródłem satysfakcji jest podejmowanie obscenicznych tematów. Sprawcy najczęściej masturbują się podczas rozmowy.

## Radzenie sobie ze skatologią telefoniczną
Ofiarami takich oddziaływań najczęściej są kobiety. W przypadku otrzymywania telefonów o takim charakterze powinny one konsekwentnie odkładać słuchawkę. Mogą także poprosić mężczyznę o nagranie przywitania na automatycznej sekretarce, aby dzwoniący nie natknął się na damski głos.